# О бесконечности
«О бесконечности» (швед. Om det oändliga) — художественный фильм 2019 года шведского режиссёра Роя Андерссона, удостоенный награды Венецианского кинофестиваля «Серебряный лев». Главные роли в нём сыграли Конни Блок, Мартин Сернер и Джессика Лотандер.

## Сюжет
Фильм представляет собой сборник киноновелл разной продолжительности, объединённый рассказчицей и одним сквозным персонажем — священником, которому каждую ночь снится, будто он волочит по улицам современного шведского города огромный крест; он то и дело появляется на экране, чтобы спросить: «Как мне теперь жить без веры?». В общей сложности в картине 32 эпизода.

## В ролях
- Конни Блок — Сверкер Ольссон
- Мартин Сернер — священник
- Джессика Лотандер — рассказчица
- Татьяна Лотандер

## Релиз и оценки
Рой Андерссон работал над картиной в течение пяти лет. Премьера состоялась на 76-м Венецианском кинофестивале в сентябре 2019 года, а в мае 2020 года фильм вышел на ряде онлайн-сервисов.
Картина, в которой экзистенциальная философия совмещена с эстетикой шведского минимализма, была высоко оценена критиками. Она получил «Серебряного льва» на Венецианском кинофестивале, на сайте-агрегаторе отзывов Rotten Tomatoes её рейтинг составил 8,1 из 10. Консенсус критиков сайта гласит: "«В „Бесконечности“ сценарист и режиссер Рой Андерссон исследует состояние человека с поразительной ясностью, нежностью и невозмутимым экзистенциальным остроумием».
Антон Долин назвал картину «самой воздушной и трогательной» из всех, которые снял Андерссон. Юлия Шагельман из «Коммерсанта» пишет о «построенном Роем Андерссоном мире на зыбкой грани между реальностью и нашим представлением о ней». Высоко оценивая фильм, критики отмечают определённую его ограниченность: в нём нет принципиальной новизны, нет историй как таковых, есть только «зачин сюжета», это «скорее Чехов, чем Шекспир, скорее „Декамерон“, чем „1001 ночь“: вряд ли эти истории могут отсрочить чью-то казнь, но точно могут скоротать медленное течение апокалипсиса». «Невозможно отделаться от мысли, — пишет рецензент „Афиши“, — что „О бесконечности“ — это амбициозный шаг искусного ремесленника, профессиональный фокус, слишком изящно сделанная работа, чтобы стать откровением».
Один из рецензентов увидел определённую иронию в том, что фильм под названием «О бесконечности» длится всего 76 минут.